# Hansenochrus vanderdrifti
Espèce
Synonymes
- Schizomus vanderdrifti Remy, 1961

Hansenochrus vanderdrifti est une espèce de schizomides de la famille des Hubbardiidae.

## Distribution
Cette espèce est endémique du Suriname. Elle se rencontre vers Dirkshoop.

## Description
Le mâle holotype mesure 3 mm.

## Étymologie
Cette espèce est nommée en l'honneur de Joseph van der Drift.

## Publication originale
- Remy, 1961 : Sur l'écologie des Schizomides (Arachn. Uropyges) de mes récoltes, avec description de trois Schizomus nouveaux, capturés par J. van der Drift au Surinam. Bulletin du Muséum National d'Histoire Naturelle, Paris, sér. 2, vol. 33, no 4, p. 500-511 (texte intégral).